# Põltsamaa
Põltsamaa (niem. Oberpahlen, staropol. Iberpol) – miasto w środkowej Estonii w prowincji Jõgevamaa, liczy ok. 4,7 tys. mieszkańców (2004).
Istniejący od XIII wieku dawny zamek krzyżacki zdobyły wojska moskiewskie Iwana Groźnego. W 1570 car ustanowił tu stolicę Królestwa Inflant dla swojego lennika Magnusa. Po przegranej przez Moskwę wojnie na zamku mieściło się polskie starostwo. Po zajęciu zamku przez Szwedów wojska polskie w nocy z 28 lutego na 1 marca 1602 roku przypuściły nieskuteczny szturm, w którym ranny został dowódca pułku kozackiego Samuel Koszka.
W 1621 roku zamek ostatecznie zajęli Szwedzi.
Po wielkiej wojnie północnej pod władzą Rosji.

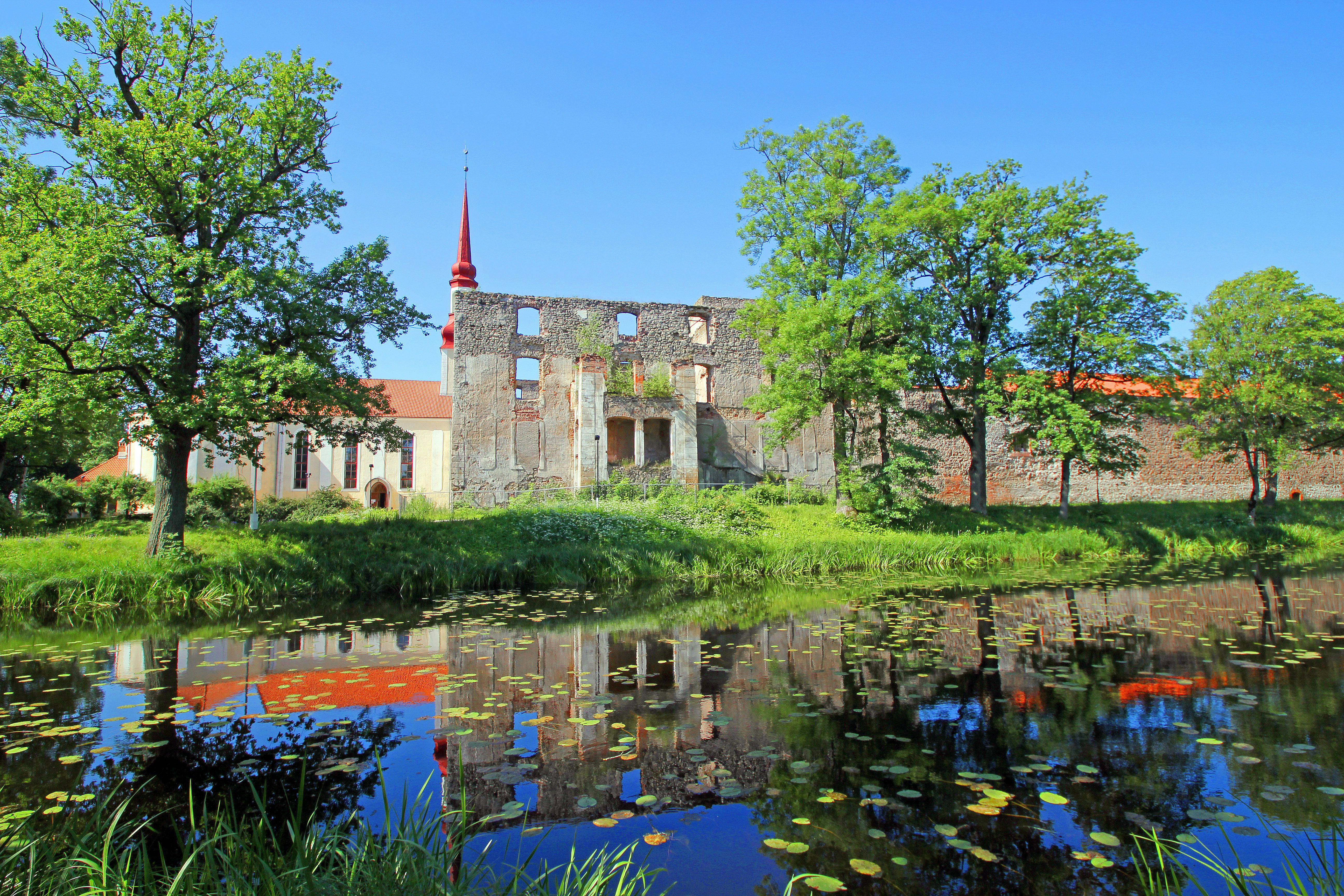
Ruiny zamku w Põltsamaa
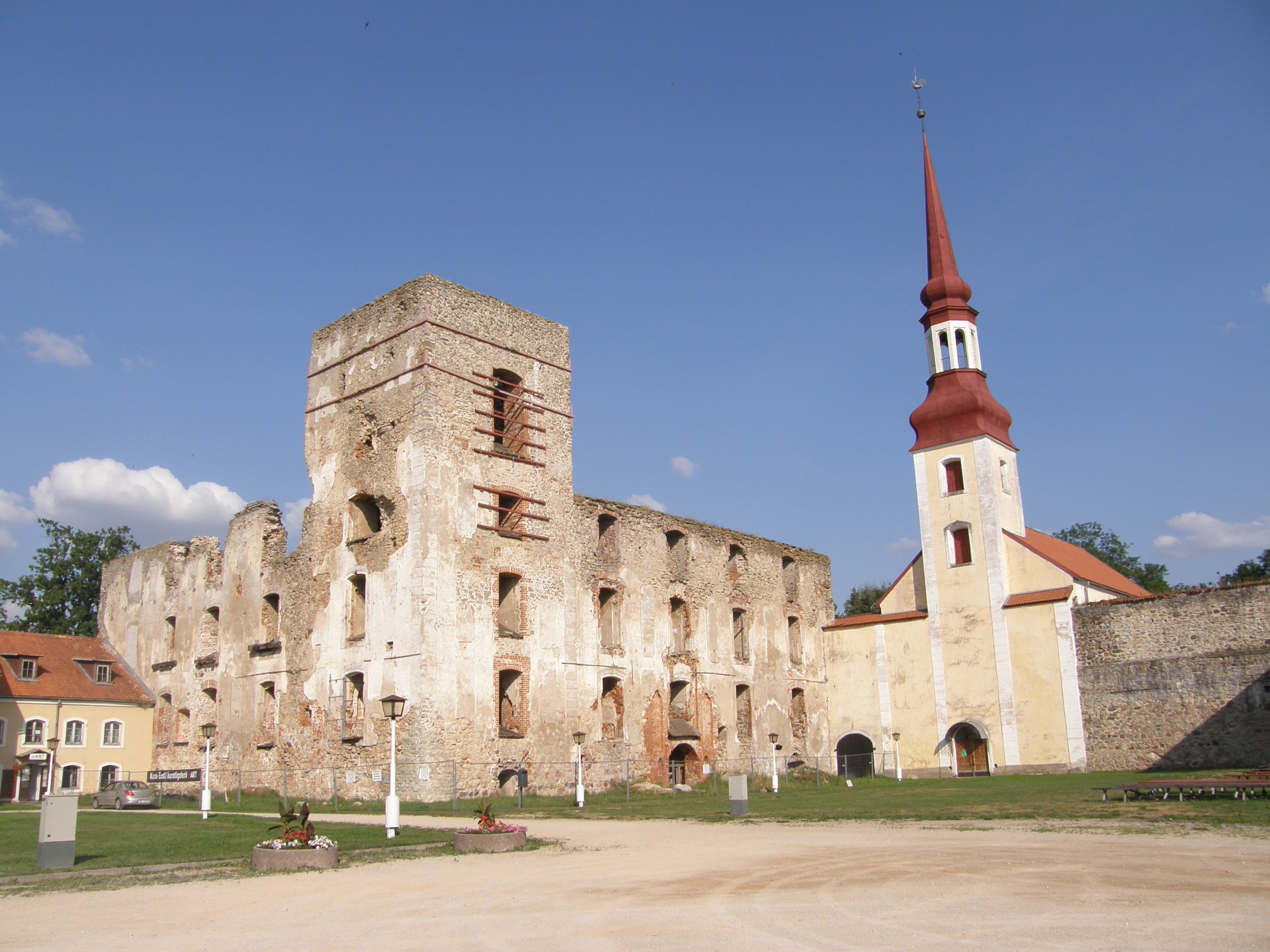
Zamek i kościół zamkowy w Põltsamaa